# Туита, Лолезио
Лолезио Туита (фр. Lolésio Tuita, 15 июля 1943, Хихифо, Уоллис и Футуна, Франция — 15 декабря 1994, Ваитупу, Уоллис и Футуна, Франция) —  уолисско-футунийский и французский легкоатлет, выступавший в метании копья и толкании ядра. Участник летних Олимпийских игр 1972 года, трёхкратный чемпион Южнотихокеанских игр 1969, 1971 и 1975 годов, двукратный бронзовый призёр Южнотихоокеанских игр 1969 и 1971 годов.

## Биография
Лолезио Туита родился 15 июля 1943 года в районе Хихифо на Уоллис и Футуна.
Выступал в легкоатлетических соревнованиях за «Стад Франсез» из Парижа. Четырежды становился чемпионом Франции в метании копья: в 1970 году с результатом 79,00 метра, в 1972 году — 77,44, в 1973 году — 78,48, в 1976 году — 72,48.
В 1972 году вошёл в состав сборной Франции на летних Олимпийских играх в Мюнхене. В квалификации метания копья показал 11-й результат — 78,78 метра и попал в финал. В решающем раунде метнул копьё на 76,34 и занял 11-е место.
В составе сборной Уоллис и Футуна завоевал три золотых медали в метании копья на Южнотихоокеанских играх: в 1969 году в Порт-Морсби (72,76 метра), в 1971 году в Пираэ (71,10), в 1975 году в Тумоне (73,20). Кроме того, на его счету две бронзовых медали в толкании ядра: в 1969 (13,85 метра) и 1971 (14,52) годах.
Умер 15 декабря 1994 года в деревне Ваитупу на Уоллис и Футуна.

## Личный рекорд
- Метание копья — 81,70 (1973)[2]